# Pingasa herbuloti
Pingasa herbuloti är en fjärilsart som beskrevs av Pierre E.L. Viette 1971. Pingasa herbuloti ingår i släktet Pingasa och familjen mätare. Inga underarter finns listade i Catalogue of Life.